# Йост Моравський
Йост Моравський, також Йост I, Йобст, Йошт або Йодок (нім. Jobst, Jost, Jodok(us) Markgraf von Mähren, чеськ. Jošt Moravský, лат. Jodoc(us); 29 січня 1351 — 18 січня 1411) — король Німеччини 1410-1411 років, маркграф Моравський 1375-1411 років, герцог Люксембурзький 1388—1411 років, маркграф Бранденбурзький 1397—1411 років.

## Життєпис
Походив з династії Люксембургів. Старший син Йоганна Генріха, маркграфа Моравії, та Маргарити Опавської (доньки Миколая II, князя Опавського). Народився у 1351 році. Здобув гарну освіту. Досить ефективно керував спадковими володіннями свого батька, проте, за деякими джерелами, відрізнявся жадібністю, підступністю і марнославством. У 1372 році одружився з донькою князя Опольського. У 1374 році вона померла. Того ж року одружився з тіткою померлої дружини.
Після смерті батька 1375 року Йост розділив престол Моравії зі своїм молодшим братом Прокопом. Однак уже в 1381 році між братами спалахнула війна, яка тривала, з перервами, до самої смерті Прокопа в 1405 році.
У 1383 році двоюрідний брат Йоста — імператор Венцель призначив його генеральним вікарієм Італійського королівства. Після цього Йост брав участь в походах до Угорщини свого двоюрідного брата Сигізмунда Люксембурга, який претендував на престол Угорщини. За свою військову допомогу Йост отримав за свою підтримку західну Словаччину з Пожоном.
Сигізмунд, постійно відчував фінансові труднощі, тому 1388 року поступився Йосту Бранденбурзьким маркграфством за 565 тисяч гульденів. У тому ж році Венцель передав йому родове Люксембурзьке герцогство (що з 1353 року стало герцогством) з низкою ленів в Ельзасі.
У 1392 році Йост вступив в союз з Сигізмундом і герцогом Австрійським Альбрехтом IV, проти імператора Венцеля і свого рідного брата Прокопа. У ході війни Йосту вдалося полонити короля у Вілдберзі (Австрія) в 1394 році, але незабаром він був змушений звільнити його.
У 1397 році Йост замирився з Венцелем Люксембургом і отримав Лужицьке маркграфство і підтвердження на володіння Бранденбургом. У 1401 році укладено союз з Сигізмундом, який 1402 року було порушено. Того ж року Люксембурзьке герцогство за 100 тис. дукатів передано Людовику I Орлеанському. Війна почалася знову і тривала до 1405 року. Йост діяв в союзі з Рупрехтом III, курфюрстом Пфальцьким. Йост сприяв останньому у здобутті в 1400 році корони Німеччини, поваливши імператора Венцеля. У 1407 році, після смерті Людовика Орлеанського, Йост повернув собі родове Люксембурзьке герцогство.
Після смерті короля Рупрехта у 1410 році кандидатом на німецький престол виступив Сигізмунд Люксембург. Його партія мала у своєму розпорядженні голосами двох курфюрстів — Трірського і Пфальцького. Сам Сигізмунд вважав за собою, як курфюрстом Бранденбурзьким, ще бранденбурзький голос. Пфальц і Трір обрали Сигізмунда, але Майнц і Кельн в угоді з східними курфюрстами 1410 року проголосили німецьким королем Йоста. Венцель при цьому вважався імператором. Втім, 18 січня 1411 року Йост раптово помер (можливо його було отруєно), і 21 липня 1411 року відбулися нові вибори, на яких королем обрано Сигізмунда Люксембурга. Інші володіння перейшли останньому також, окрім Люксембурзького герцогства, де стала правити його небога Єлизавета фон Герліц.

## Родина
Перша дружина — Єлизавета, донька Володислава II, князя Опольського.
Діти: не було.
Друга дружина — Агнес, донька Болеслава II, князя Опольського.
Діти: не було.